# Carlos Ibargüen
Carlos Alberto Ibargüen Hinojosa (Buenaventura, Colombia; 7 de octubre de 1995) es un futbolista colombiano. Juega como delantero y actualmente se encuentra libre.

## Trayectoria

### Cortuluá
Ibargüen debutó profesionalmente en 2013 de la mano del técnico Fernando Velasco, con el Cortuluá en el departamento del Valle del Cauca. Fue en un partido de la segunda división colombiana, ante el Expreso Rojo, a la corta edad de 17 años.

Su primer gol como profesional lo anotó el 17 de febrero en un partido de esa misma división, contra el América de Cali, que terminó con victoria del Cortuluá sobre los Escarlatas por 2-1. En su primer año en el equipo de Tuluá, Ibargüen anotó 4 goles en 24 partidos, 10 de ellos como titular. En la temporada 2014, Ibargüen continuó con buenas actuaciones, y ganó su puesto en la titular con solo 18 años. Cortuluá hizo una buena campaña en la Primera B 2014, en la que Ibargüen anotó 4 goles.
A principios de 2015, el Cortuluá disputó los cuadrangulares de ascenso; el equipo logró subir a la primera división, y Carlos Ibargüen fue pieza fundamental de la campaña de su equipo. El 18 de febrero de 2015, Ibargüen anotó su primer triplete como profesional, con sólo 19 años, al equipo del que es hincha desde niño, el Deportivo Cali; así, le dio la victoria a su equipo por 3-2 y fue elegido el mejor del partido.

### Santa Fe
El 31 de diciembre de 2015 se oficializa su cesión al club Independiente Santa Fe desde Tigres quien es dueño de sus derechos deportivos.
El 4 de febrero de 2016 por su primer partido de Copa Libertadores lograría su primer doblete como cardenal en la victoria de visitantes 3-1 sobre Oriente Petrolero.

### Independiente Medellín
El 22 de junio del 2016 se oficializa su cesión al club Independiente Medellín desde Tigres quien es dueño de sus derechos deportivos.

### Juárez
El 12 de enero de 2018 es presentado como nuevo jugador del Fútbol Club Juárez de la Liga de Ascenso de México. Debuta el 6 de febrero en la derrota 3 por 0 visitando a Lobos BUAP por la Copa de México jugando como titular todo el partido. Su primer gol lo hace el 28 de febrero marcando el gol del empate a un gol frente a Pumas UNAM.

## Clubes
| Club                            | País     | Año         |
| ------------------------------- | -------- | ----------- |
| Cortuluá                        | Colombia | 2013 - 2015 |
| Tigres UANL                     | México   | 2015 - 2020 |
| Santa Fe (cedido)               | Colombia | 2016        |
| Independiente Medellín (cedido) | Colombia | 2016 - 2017 |
| Cortuluá (cedido)               | Colombia | 2017        |
| Juárez (cedido)                 | México   | 2018        |
| Correcaminos UAT (cedido)       | México   | 2018        |
| La Equidad (cedido)             | Colombia | 2019        |
| Atlético Bucaramanga (cedido)   | Colombia | 2019        |
| Cortuluá (cedido)               | Colombia | 2020        |
| Técnico Universitario           | Ecuador  | 2021 - 2022 |
| Hamrun Spartans                 | Malta    | 2022        |

## Estadísticas
| Club                              | Div.                | Temporada           | Liga  | Liga  | Copa Nacional | Copa Nacional | Copa Internacional | Copa Internacional | Total | Total | Prom. · |
| Club                              | Div.                | Temporada           | Part. | Goles | Part.         | Goles         | Part.              | Goles              | Part. | Goles | Prom. · |
| --------------------------------- | ------------------- | ------------------- | ----- | ----- | ------------- | ------------- | ------------------ | ------------------ | ----- | ----- | ------- |
| Cortuluá · Colombia               | 2.ª                 | 2013                | 24    | 4     | 5             | 0             | -                  | -                  | 29    | 4     | 0,13    |
| Cortuluá · Colombia               | 2.ª                 | 2014                | 20    | 4     | 5             | 0             | -                  | -                  | 25    | 4     | 0,16    |
| Cortuluá · Colombia               | 1.ª                 | 2015                | 32    | 15    | 3             | 5             | -                  | -                  | 35    | 20    | 0,57    |
| Cortuluá · Colombia               | Total               | Total               | 76    | 23    | 13            | 5             | -                  | -                  | 89    | 28    | 0,31    |
| Santa Fe · Colombia               | 1.ª                 | 2016                | 10    | 3     | 0             | 0             | 5                  | 2                  | 15    | 5     | 0,33    |
| Santa Fe · Colombia               | Total               | Total               | 10    | 3     | 0             | 0             | 5                  | 2                  | 15    | 5     | 0,33    |
| Independiente Medellín · Colombia | 1.ª                 | 2016                | 4     | 1     | 0             | 0             | 1                  | 1                  | 5     | 2     | 0,40    |
| Independiente Medellín · Colombia | 1.ª                 | 2017                | 1     | 1     | 0             | 0             | -                  | -                  | 1     | 1     | 1,0     |
| Independiente Medellín · Colombia | Total               | Total               | 5     | 2     | 0             | 0             | 1                  | 1                  | 6     | 3     | 0,50    |
| Cortuluá · Colombia               | 1.ª                 | 2017                | 10    | 1     | 0             | 0             | -                  | -                  | 10    | 1     | 0,10    |
| Cortuluá · Colombia               | Total               | Total               | 10    | 1     | 0             | 0             | 0                  | 0                  | 10    | 1     | 0,10    |
| Juárez · México                   | 2.ª                 | 2018                | 6     | 0     | 2             | 1             | -                  | -                  | 8     | 1     | 0,12    |
| Juárez · México                   | Total               | Total               | 6     | 0     | 2             | 1             | 0                  | 0                  | 8     | 1     | 0,12    |
| Correcaminos · México             | 2.ª                 | 2018                | 7     | 0     | -             | -             | -                  | -                  | 7     | 0     | 0       |
| Correcaminos · México             | Total               | Total               | 7     | 0     | 0             | 0             | 0                  | 0                  | 7     | 0     | 0       |
| La Equidad · Colombia             | 1.ª                 | 2019                | 7     | 0     | -             | -             | 1                  | 0                  | 7     | 0     | 0       |
| La Equidad · Colombia             | Total               | Total               | 10    | 1     | 0             | 0             | 0                  | 0                  | 10    | 1     | 0       |
| Atlético Bucaramanga · Colombia   | 1.ª                 | 2019                | 12    | 0     | 2             | 0             | -                  | -                  | 14    | 0     | 0       |
| Atlético Bucaramanga · Colombia   | Total               | Total               | 12    | 0     | 2             | 0             | 0                  | 0                  | 14    | 0     | 0       |
| Cortuluá · Colombia               | 2.ª                 | 2020                | 4     | 1     | 1             | 1             | -                  | -                  | 5     | 2     | 0,40    |
| Cortuluá · Colombia               | Total               | Total               | 4     | 1     | 1             | 1             | 0                  | 0                  | 5     | 2     | 0,40    |
| ŠKF Sereď · Eslovaquia            | 1.ª                 | 2020-21             | 1     | 0     | -             | -             | -                  | -                  | 1     | 0     | 0       |
| ŠKF Sereď · Eslovaquia            | Total               | Total               | 1     | 0     | 0             | 0             | 0                  | 0                  | 1     | 0     | 0       |
| Técnico Universitario · Ecuador   | 1.ª                 | 2021                | 2     | 0     | -             | -             | -                  | -                  | 2     | 0     | 0       |
| Técnico Universitario · Ecuador   | Total               | Total               | 2     | 0     | 0             | 0             | 0                  | 0                  | 2     | 0     | 0       |
| Ħamrun Spartans Malta             | 1.ª                 | 2021-22             | 1     | 0     | -             | -             | -                  | -                  | 1     | 0     | 0       |
| Ħamrun Spartans Malta             | Total               | Total               | 1     | 0     | 0             | 0             | 0                  | 0                  | 1     | 0     | 0       |
| Honduras Progreso Honduras        | 1.ª                 | 2022-23             | 0     | 0     | -             | -             | -                  | -                  | 0     | 0     | 0       |
| Honduras Progreso Honduras        | Total               | Total               | 0     | 0     | 0             | 0             | 0                  | 0                  | 0     | 0     | 0       |
| Total en su carrera               | Total en su carrera | Total en su carrera | 141   | 30    | 18            | 7             | 7                  | 3                  | 166   | 40    | 0,24    |

## Palmarés

### Distinciones individuales
| Distinción                                    | Año  |
| --------------------------------------------- | ---- |
| Máximo goleador de la Copa Colombia (5 goles) | 2015 |